# Diamant de Gould
Erythrura gouldiae
Espèce
Synonymes
- Chloebia gouldiae

Statut de conservation UICN

 LC  : Préoccupation mineure
Répartition géographique
Le Diamant de Gould (Erythrura gouldiae) est une espèce de petit passereau appartenant à la famille des Estrildidae.

## Description
Les premiers Diamants de Gould sont observés en 1833 lors d'une expédition en Australie menée par deux hommes partis de France, Hombron et Jacquinot. Ensuite, une périlleuse expédition ornithologique est organisée en 1838: John Gilbert, l'assistant de Gould, découvre cet étonnant passereau multicolore (mais il sera tué en 1845 par les aborigènes) et John Gould parvient à en capturer quelques exemplaires : il nommera cet oiseau Diamant de Gould en mémoire de son épouse Elisabeth décédée un an après leur retour d'Australie. Les premiers Diamants de Gould sont importés en 1887 en Angleterre puis en 1896 en France .
Les origines et la phylogénie du Diamant de Gould ont été étudiées par Antonio Arnaiz-Villena et al. .
Ce passereau mesure 13 à 15 cm de long. Les deux sexes ont un plumage hautement coloré, mais la femelle présente des couleurs plus douces que le mâle. Le phénotype sauvage est composé d'une tête noire ou rouge, d'un dos vert et d'une poitrine violette . Par ailleurs, le Diamant de Gould n'obtient ses couleurs adultes qu'au bout d'une quarantaine de jours. En effet, les juvéniles arborent une tête grise, une poitrine et un ventre beiges, ainsi qu'un dos vert bouteille. Ils ont également des papilles bleues qui réfléchissent la lumière au coin de leur bec, ce qui permet à leurs parents de pouvoir plus aisément les nourrir dans le noir.

### Variétés domestiques
Quelle que soit la variété, le Diamant de Gould est considéré comme étant un animal domestique en droit français, mais seulement s'il est issu d'élevage. Les autres oiseaux relèvent donc de la législation concernant les animaux sauvages . Les Diamants de Gould en captivité doivent respecter le standard de la race, mis en place par la commission nationale des juges de France de concours ornithologiques ,. Il existe de nombreuses mutations de couleurs, et diverses combinaisons possibles, comme présenté ci-dessous , :
Pour des raisons génétiques, seuls les mâles peuvent être jaunes SF (pastels) ou jaunes DF (jaunes), la mutation étant à dominance incomplète liée au sexe. Les femelles ne peuvent être que vertes ou jaunes.
| Tête | Dos | Poitrine                             |
| --- | --- | ------------------------------------ |
| • Noire • Rouge • Orange • Blanche                                                                                                 | • Vert • Jaune SF (vert pastel) • Jaune DF • Bleu • Bleu pastel (Bleu + jaune SF) • Argenté (Bleu + jaune DF) | • Violette • Blanche • Bleue • Lilas |
| - Les dos jaunes et argentés suppriment le noir, qui apparaît alors blanc sur la tête. - SF : Simple facteur ; DF : Double facteur | |                                      |

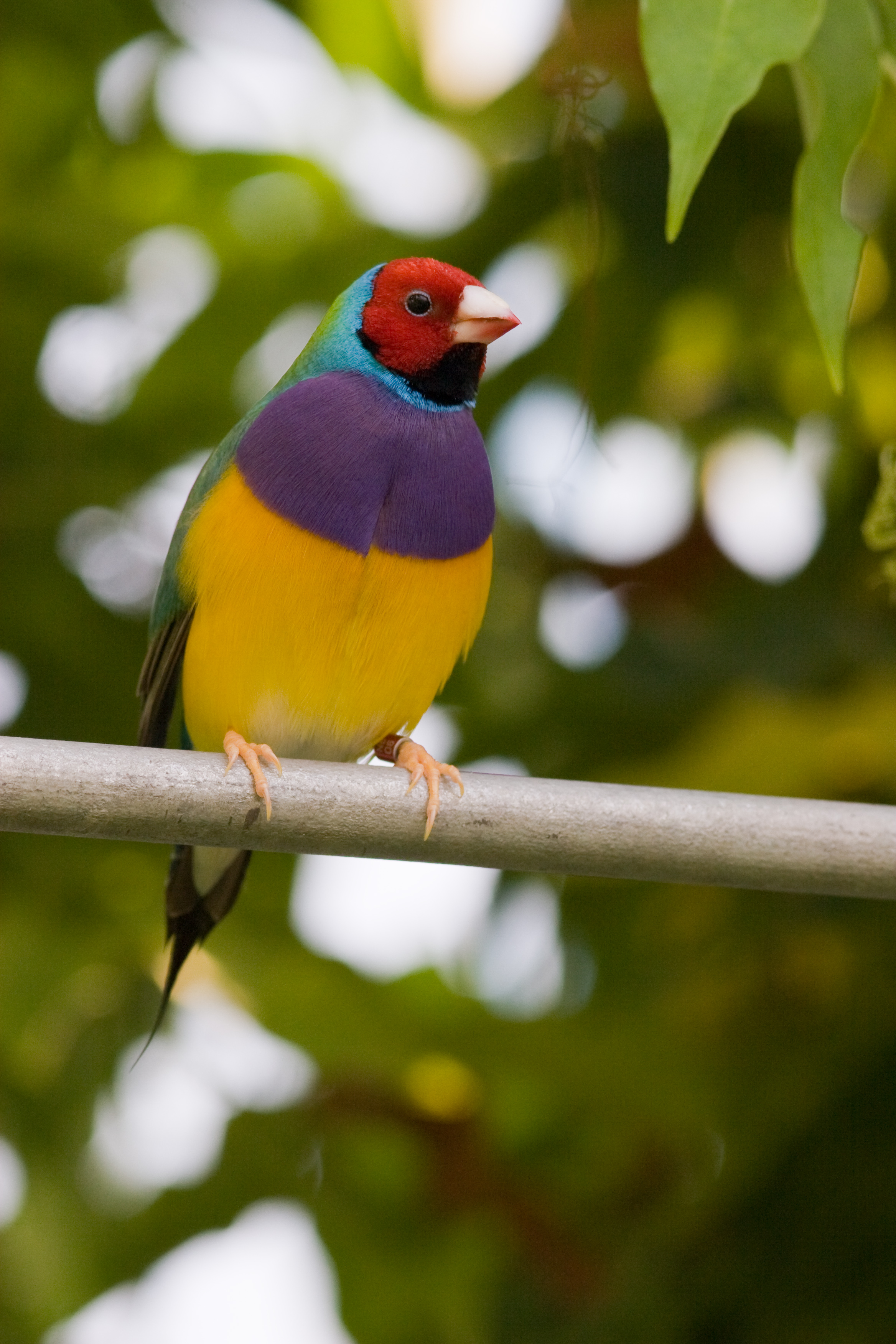
Tête rouge, poitrine violette, dos vert.
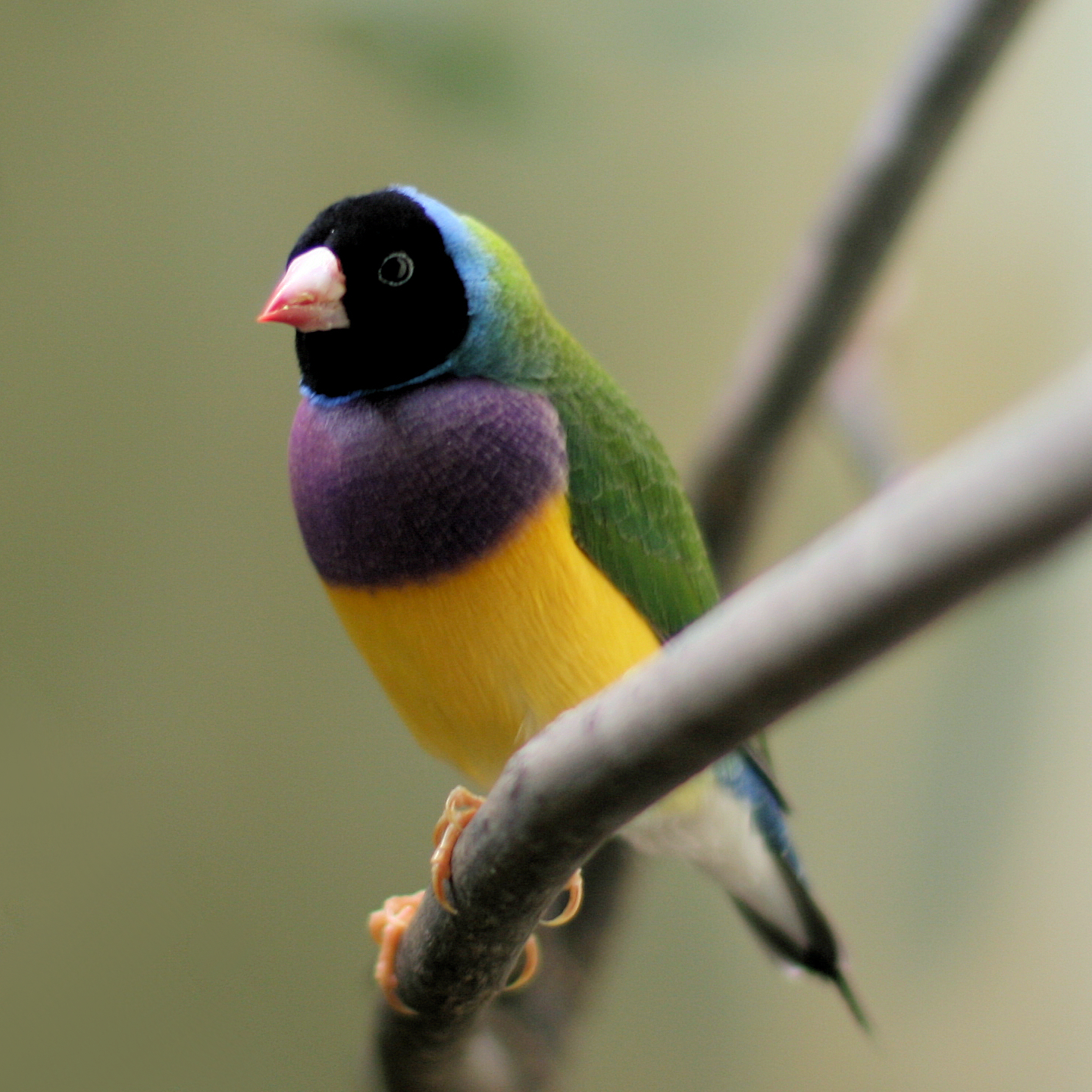
Tête noire, poitrine violette, dos vert.
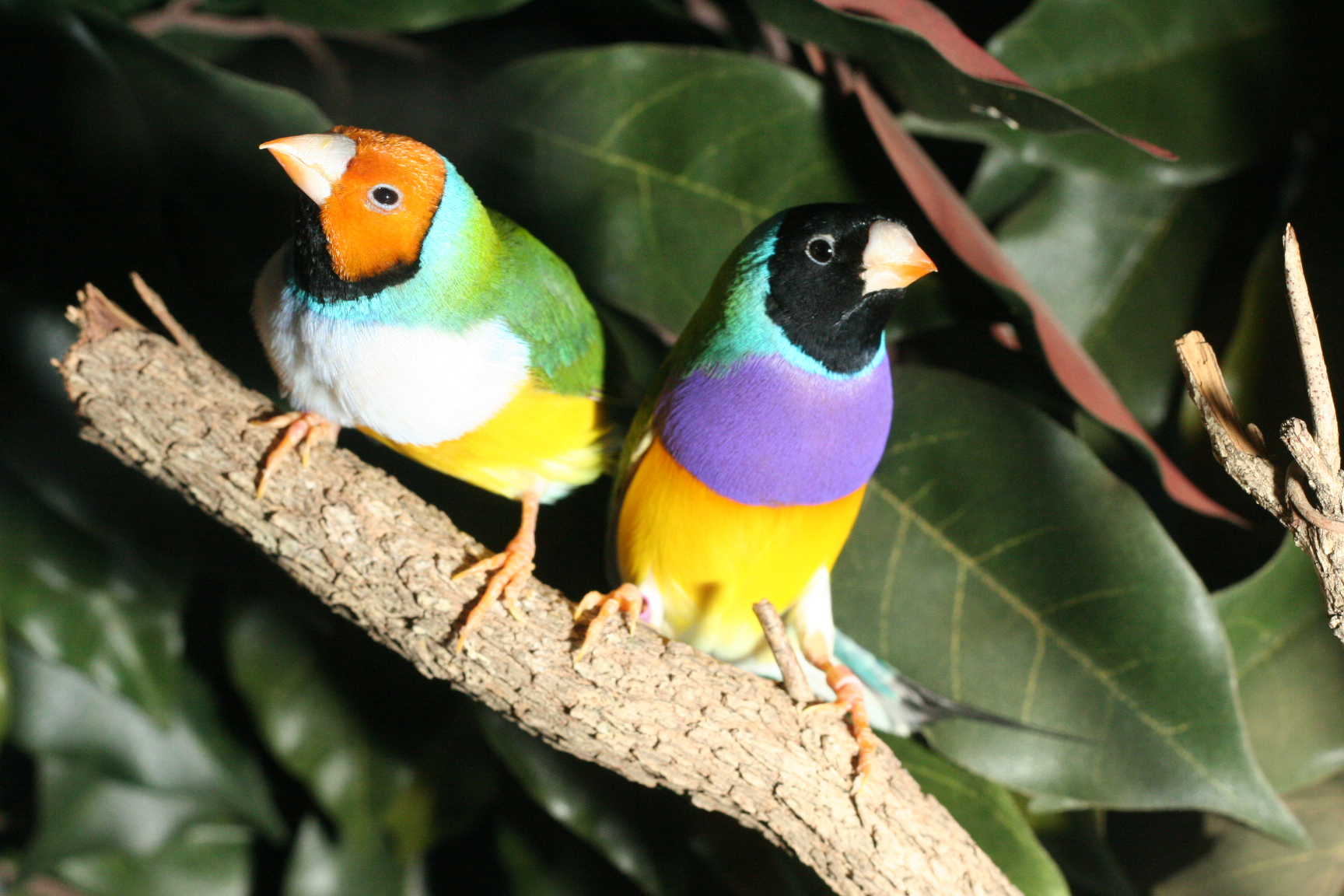
Tête orange, poitrine blanche, dos vert et tête noire, poitrine violette, dos vert.
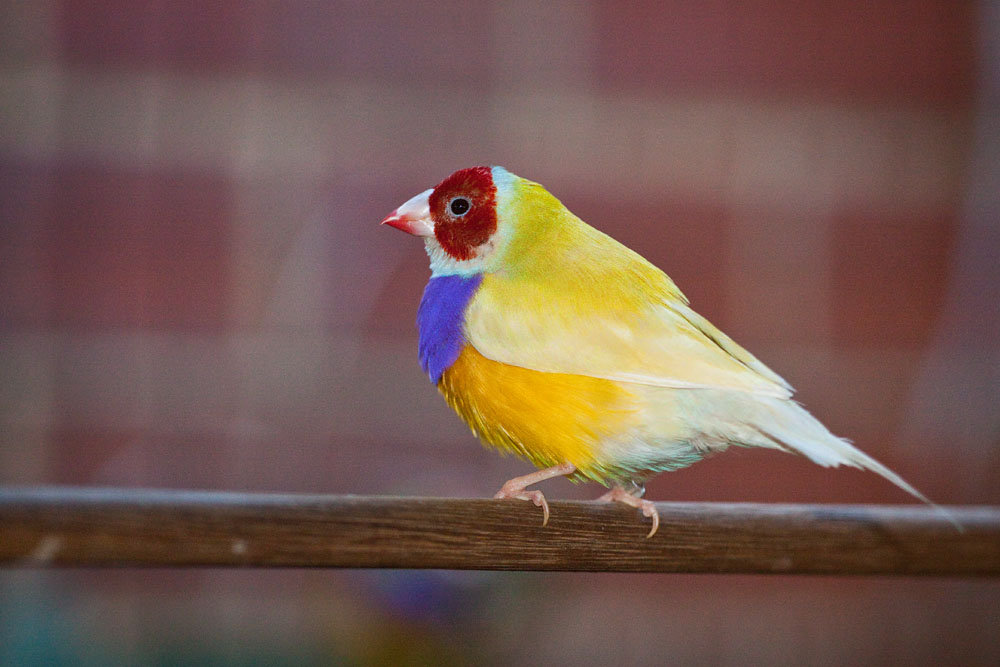
Tête rouge, poitrine violette, dos jaune DF.
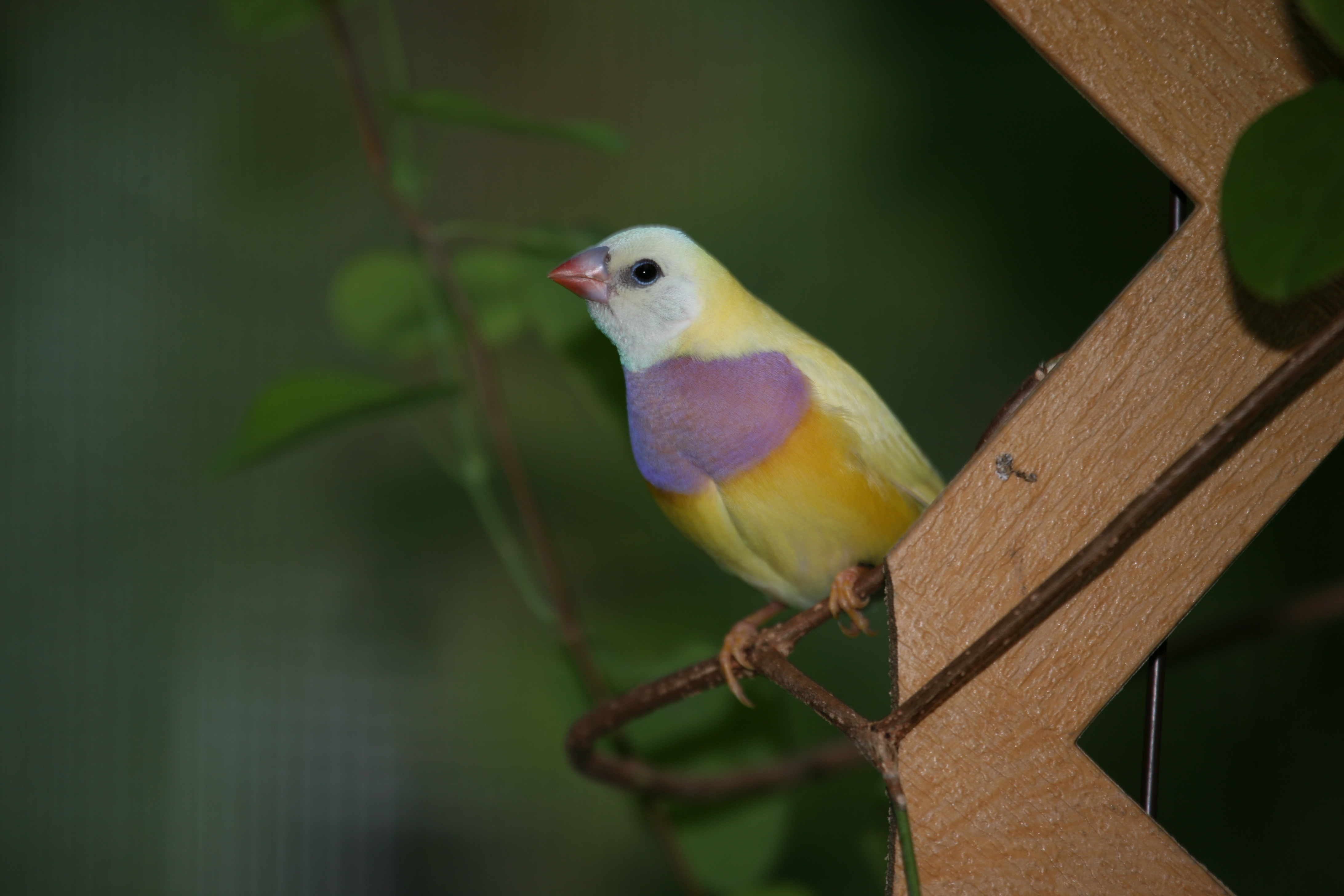
Tête rouge (ressort gris), poitrine violette, dos jaune.
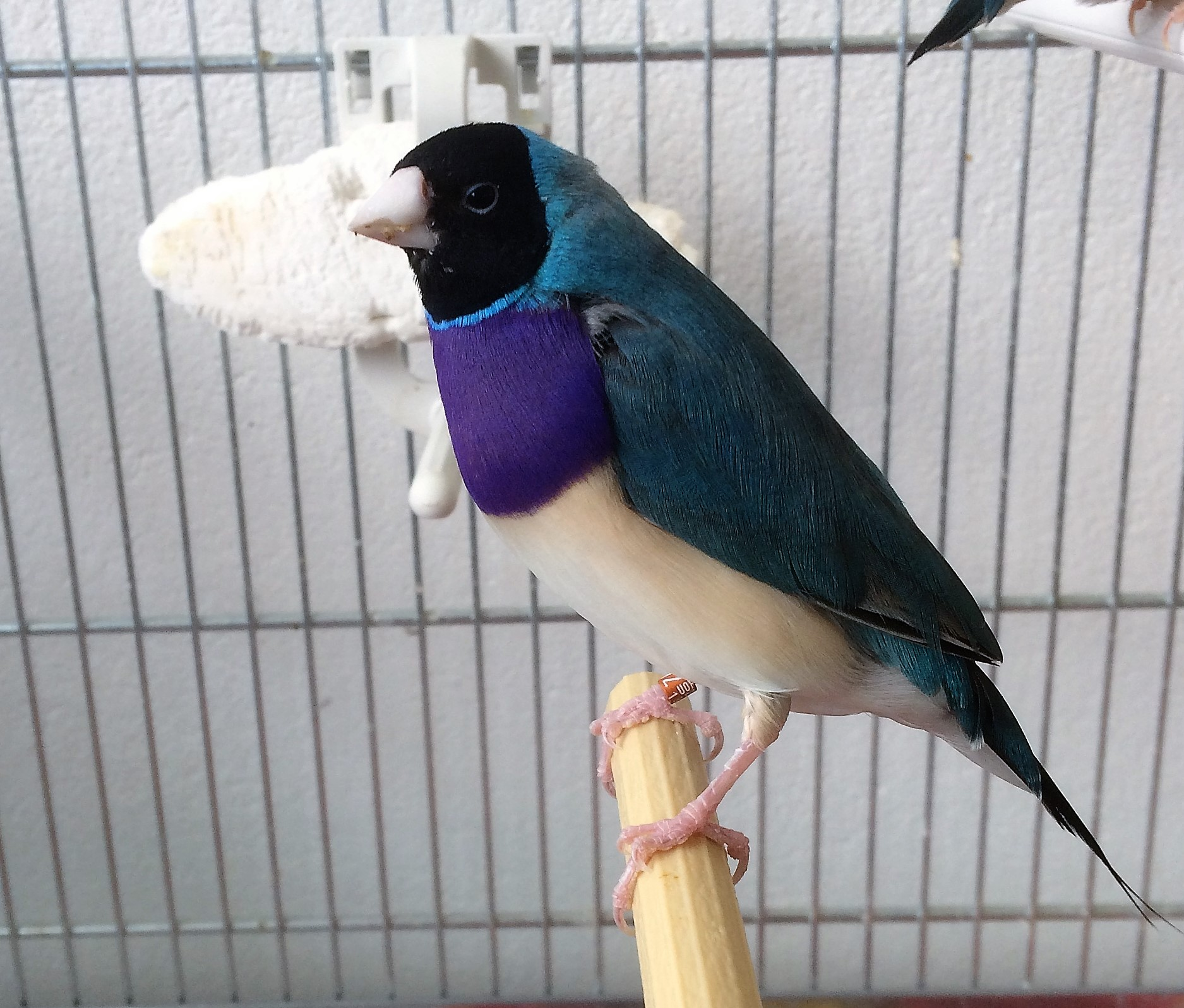
Tête noire, poitrine violette, dos bleu.
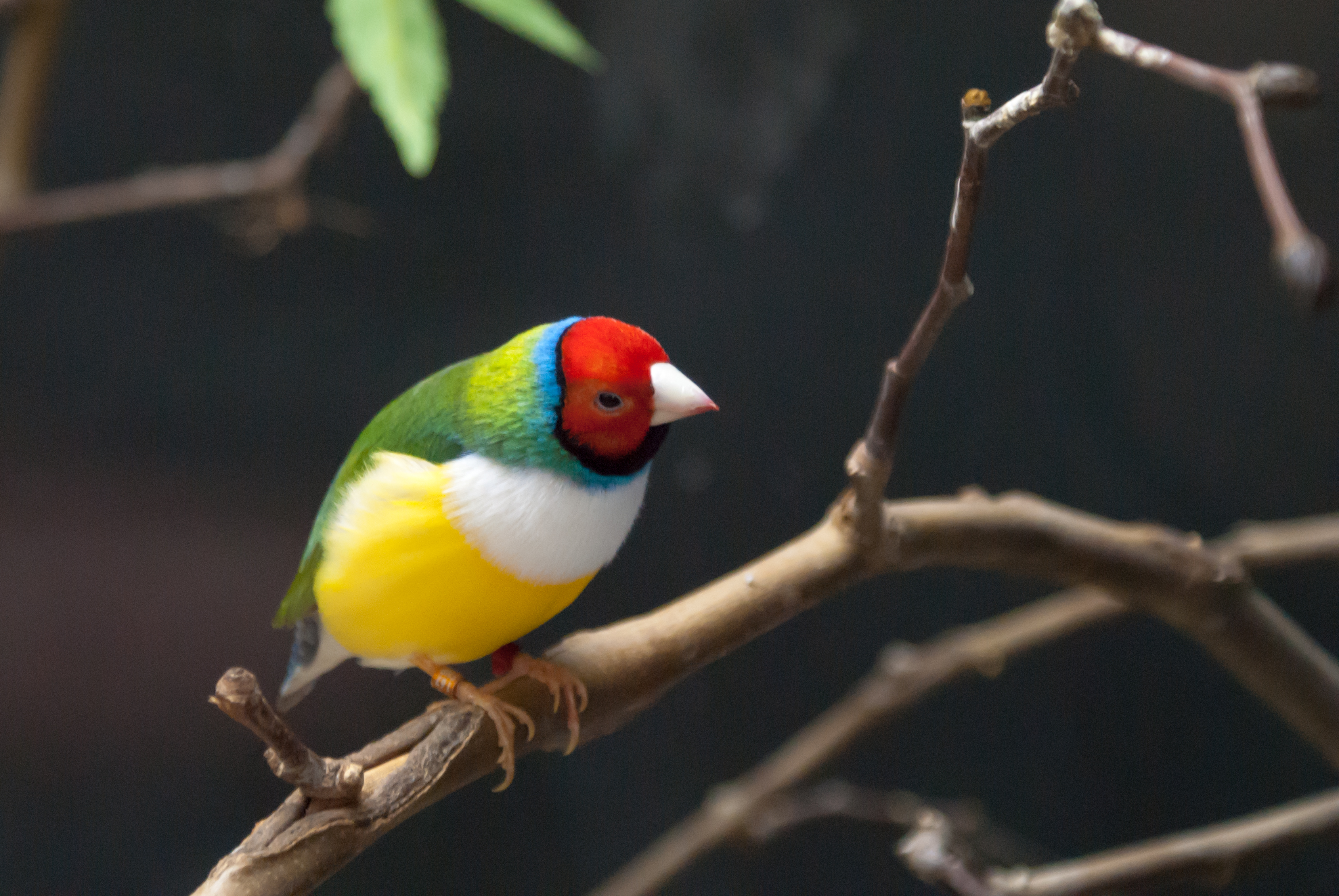
Tête rouge, poitrine blanche, dos vert.
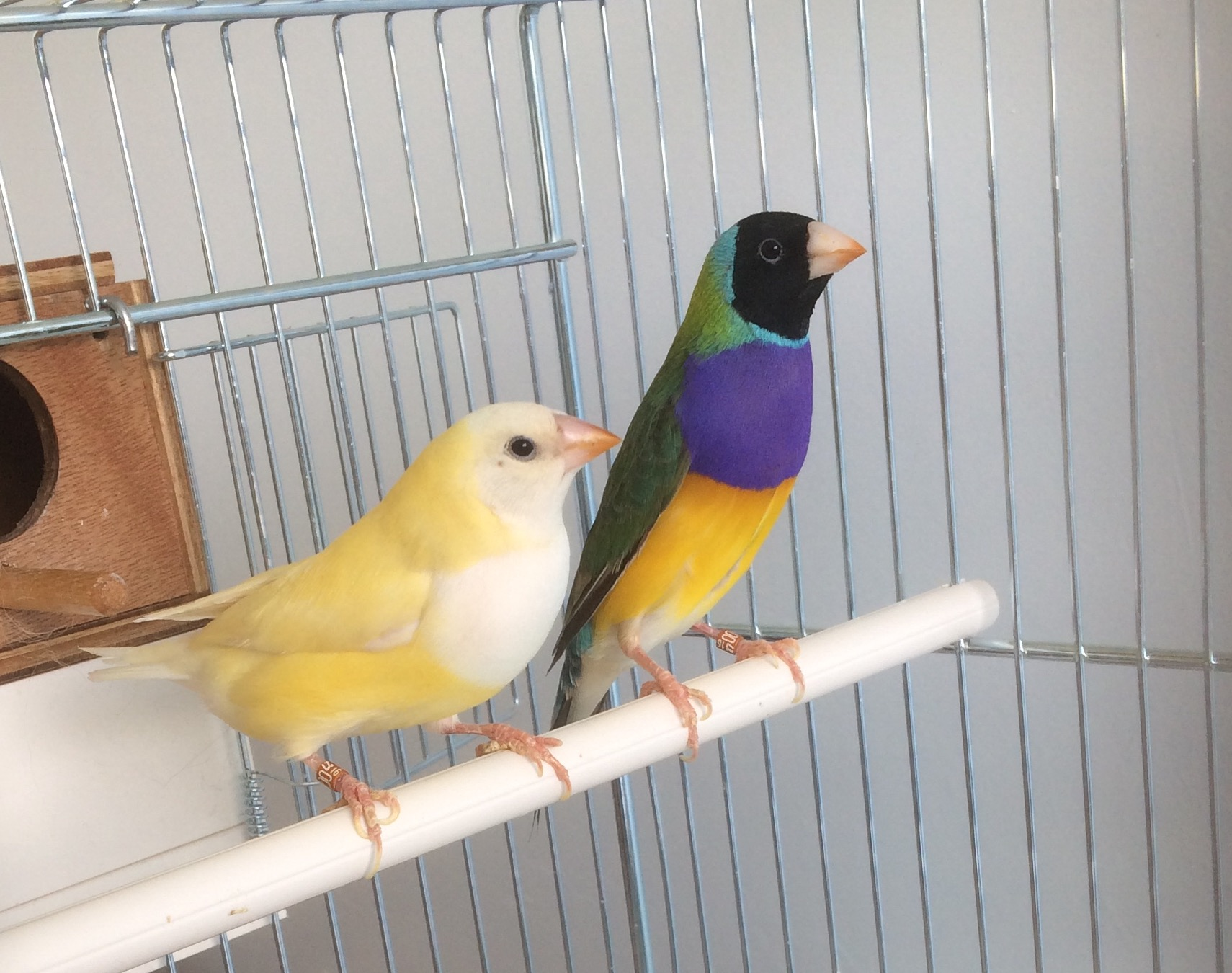
Tête rouge (ressort gris), poitrine blanche, dos jaune, et tête noire, poitrine violette, dos vert.

## Distribution et habitat
Le Diamant de Gould est présent principalement au Nord de l'Australie : depuis la péninsule du cap York, au Nord-Ouest du Queensland, dans le Nord du Territoire du Nord et dans la région de Kimberley au Nord de l'Australie Occidentale. Il habite les plaines de savanes boisées d'eucalyptus près des mangroves, et migre uniquement s'il manque d'eau ou de nourriture, dans des zones n'excédant pas les 40 kilomètres de distance. La plus grande population de Diamants de Gould vit dans la ZICO de Wyndham Important Bird Area, dans l'État de Kimberley, un site de 28 km² identifié par BirdLife International ,.
Avant l'interdiction de l'exportation de la faune australienne par le gouvernement australien en 1959, les Diamants de Gould sauvages étaient exportés dans le monde entier, ce qui a abouti à l'établissement de nombreuses populations reproductrices viables dans un grand nombre de pays. Ils sont maintenant des animaux très populaires en ornement, en Europe, aux États-Unis et en Australie. À cause de l'industrialisation qui fait reculer leurs habitats, leur nombre a diminué de façon drastique. Les feux de forêts sont les premières menaces des populations de Diamants de Gould , mais le braconnage et la pollution font également des ravages. Des plans de conservation sont mis en place comme la fabrication de palissades de protection ou de nids artificiels . Cependant, les tentatives de réintroduction ont jusqu'alors échoué.

## Mode de vie
Hors de la période de reproduction, les Diamants de Gould rejoignent des groupes d'oiseaux composés de 1 000 à 2 000 individus, se mélangeant aux Diamants à longue queue et aux Diamants masqués. Durant la période de reproduction, ils nichent dans des éboulis où la végétation est éparse. Lors de la saison sèche, ils sont assez nomades et se déplacent dans les zones comprenant de la nourriture et de l'eau.

### Alimentation
À l'état sauvage, le Diamant de Gould se nourrit principalement de graines de six types de graminées telles que celles appartenant au genre Triodia. Il peut également manger de petits arthropodes : araignées, larves et coléoptères.
En captivité, le Diamant de Gould peut se nourrir d'alpiste, de millet ou de chènevis, de pâtée alimentaire à base d’œufs et de pain. Par ailleurs, un apport en calcium est primordial pour l'animal.

### Reproduction

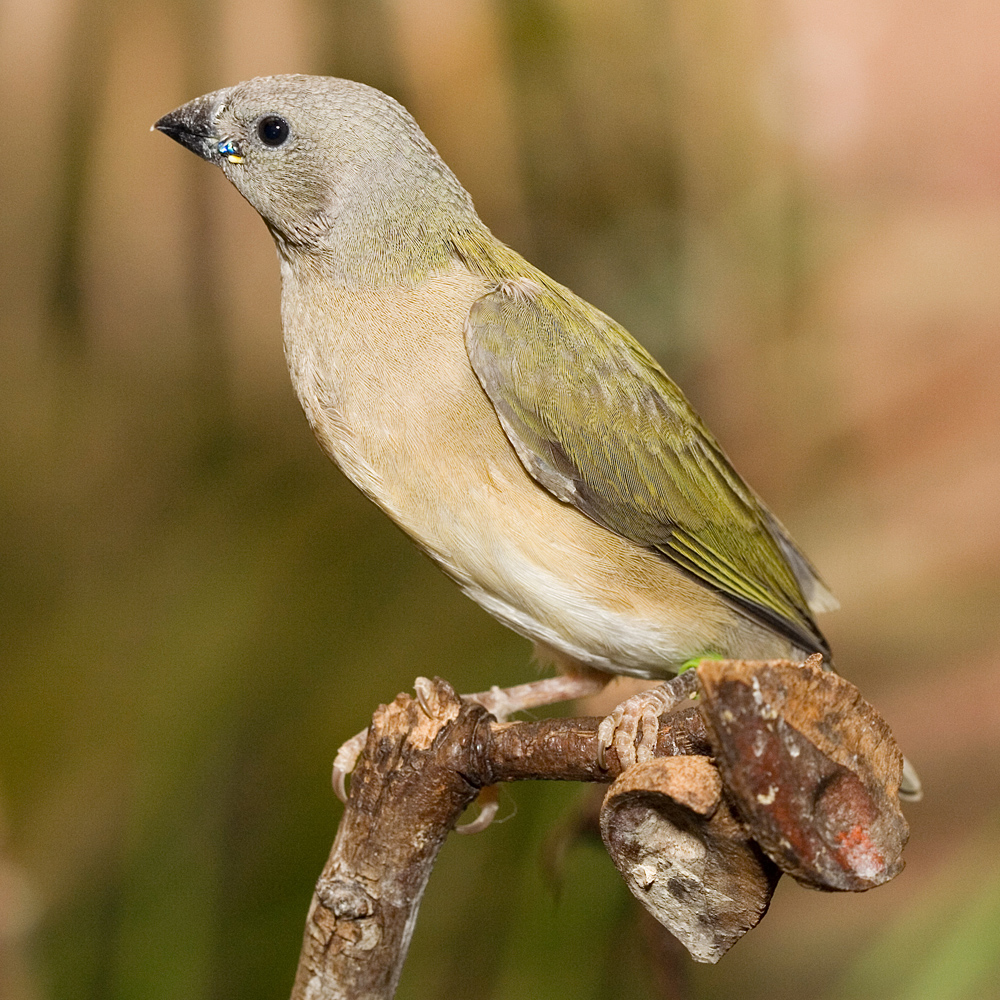
Juvénile un jour après la sortie du nid ; notez les papilles bleues réfléchissantes sur le coin du bec.

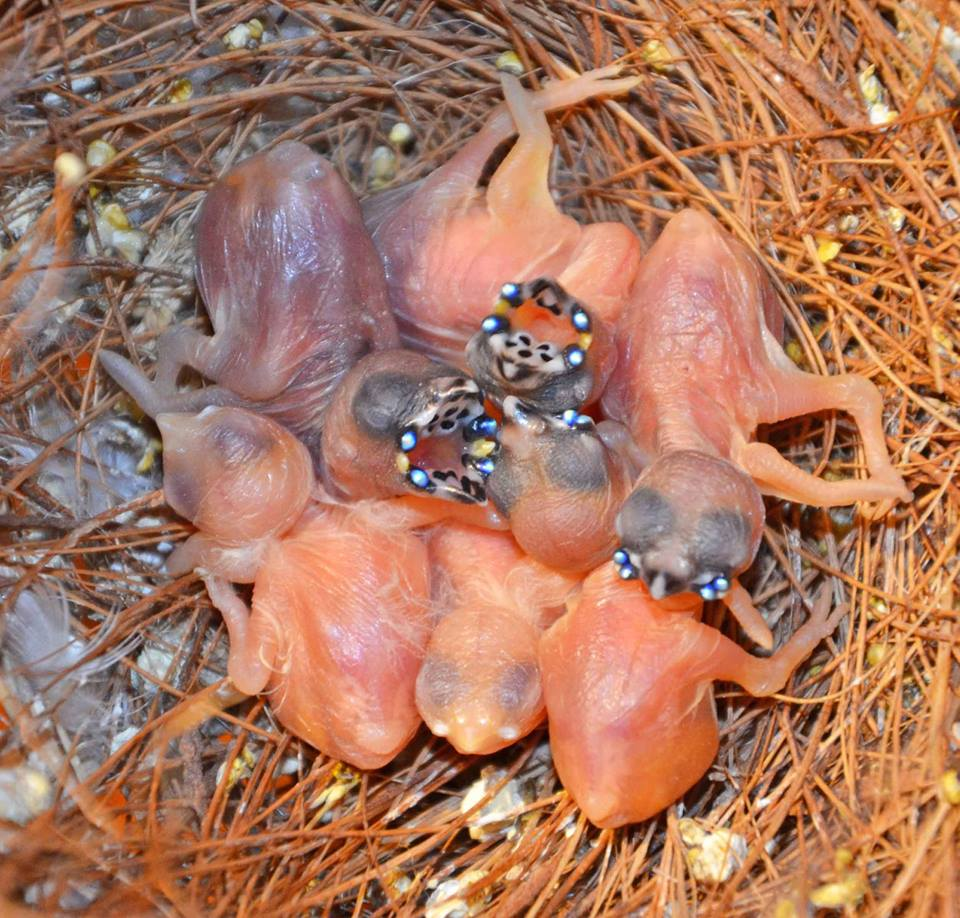
Oisillons de quelques jours.

Le Diamant de Gould se reproduit généralement à la fin de la saison des pluies ou au début de la saison sèche, quand la nourriture est abondante et que la température environne les 30 °C. Il fait son nid près de l'eau, dans une termitière, dans une cavité d'arbre, dans un buisson ou bien occupe des nids abandonnés. 
Le mâle courtise la femelle en se gonflant et en produisant un chant particulier. Après l'accouplement, la femelle pond entre quatre et huit œufs que les deux parents couvent alternativement pendant 14 jours. Ensuite, ils s'occupent de leurs petits - qui naissent nus et aveugles - en les nourrissant de graines de graminées ou de petits insectes. Des papilles bleues réfléchissantes bordent les becs des oisillons et permettent aux parents de les nourrir dans le noir . Les jeunes sortent du nid lorsqu'ils sont entièrement couverts de plumes, vers 19-23 jours. Ils sont complètement indépendants lorsqu'ils arborent leurs couleurs d'adultes, au bout d'environ 40 jours.
Selon la période, jusqu'à trois couvées peuvent se succéder. Les jeunes oiseaux non matures peuvent également aider leurs parents lors des couvées suivantes.